# Luynes (Indre-et-Loire)
Pour les articles homonymes, voir Luynes.
Luynes est une commune française située dans le département d'Indre-et-Loire, en région Centre-Val de Loire.

## Géographie

### Communes limitrophes
| Ambillou                | Pernay | Saint-Roch    |
| Saint-Étienne-de-Chigny | Luynes | Fondettes     |
| Berthenay               |        | Saint-Genouph |

### Géologie et relief
La commune a une superficie de 34,01 km2. Son altitude varie de 39 à 105 m.

### Hydrographie

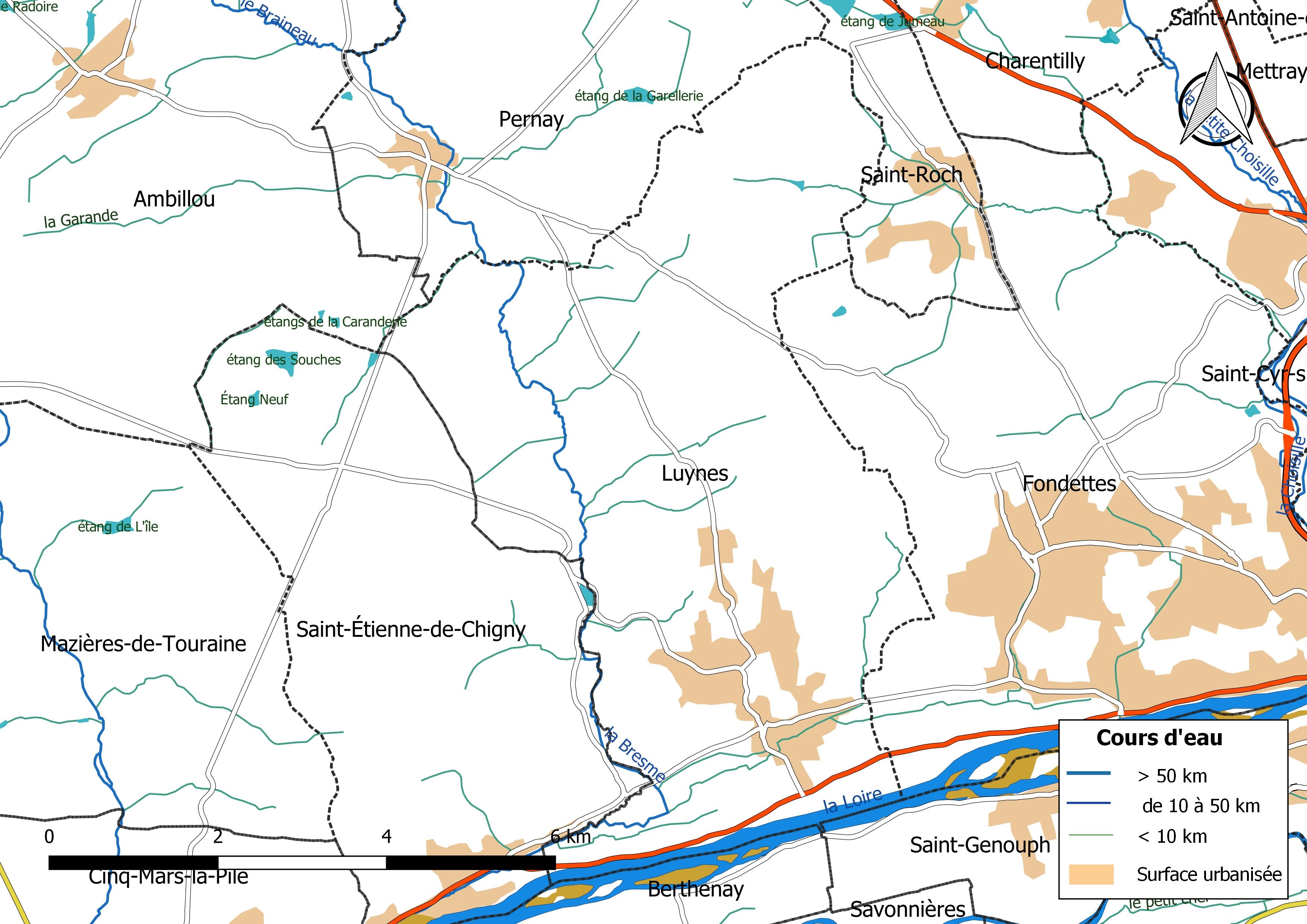
Réseau hydrographique de Luynes.

La commune est traversée par la Loire (4,234 km). Le réseau hydrographique communal, d'une longueur totale de 38,46 km, comprend un autre cours d'eau notable, la Bresme (8,469 km), et divers petits cours d'eau pour certains temporaires,.
Le cours de la Loire s’insère dans une large vallée qu’elle a façonnée peu à peu depuis des milliers d’années. Elle traverse d'est en ouest le département d'Indre-et-Loire depuis Mosnes jusqu'à Candes-Saint-Martin, avec un cours large et lent. La Loire présente des fluctuations saisonnières de débit assez marquées. Sur le plan de la prévision des crues, la commune est située dans le tronçon de la Loire tourangelle, qui court entre la sortie de Nazelles-Négron et la confluence de la Vienne, dont la station hydrométrique de référence la plus proche est située à Tours [aval pont Mirabeau]. Le débit mensuel moyen (calculé sur 62 ans pour cette station) varie de 112 m3/s au mois d'août à 622 m3/s au mois de février. Le débit instantané maximal observé sur cette station est de 3 050 m3/s et s'est produit le 9 décembre 2003, la hauteur maximale relevée a été de 5,78 m ce même jour,. La hauteur maximale historique a été atteinte le 3 juin 1856 avec une hauteur inconnue mais supérieure à 6,20 m.
Sur le plan piscicole, la Loire est classée en deuxième catégorie piscicole. Le groupe biologique dominant est constitué essentiellement de poissons blancs (cyprinidés) et de carnassiers (brochet, sandre et perche).
La Bresme, d'une longueur totale de 26,9 km, prend sa source sur la commune de Semblançay au lieu-dit le Plessis de la Gagnerie, à 120 m d'altitude et se jette dans la Loire sur la commune de Saint-Étienne-de-Chigny, à 39 m d'altitude à la pointe de l'île Belle Fille, après avoir traversé 7 communes.
Sur le plan piscicole, la Bresme est également classée en deuxième catégorie piscicole.
Trois zones humides ont été répertoriées sur la commune par la direction départementale des territoires (DDT) et le conseil départemental d'Indre-et-Loire : « la vallée de la Bresme de Pernay à la Houssière », « la vallée de la Loire de Mosnes à Candes-Saint-Martin » et « la vallée de la Bresme du Bas Launay au Pont de Grenouille »,.

### Climat
Pour des articles plus généraux, voir Climat du Centre-Val de Loire et Climat d'Indre-et-Loire.
En 2010, le climat de la commune est de type climat océanique dégradé des plaines du Centre et du Nord, selon une étude du CNRS s'appuyant sur une série de données couvrant la période 1971-2000. En 2020, Météo-France publie une typologie des climats de la France métropolitaine dans laquelle la commune est dans une zone de transition entre le climat océanique et le climat océanique altéré et est dans la région climatique Moyenne vallée de la Loire, caractérisée par une bonne insolation (1 850 h/an) et un été peu pluvieux.
Pour la période 1971-2000, la température annuelle moyenne est de 11,4 °C, avec une amplitude thermique annuelle de 14,8 °C. Le cumul annuel moyen de précipitations est de 705 mm, avec 10,5 jours de précipitations en janvier et 6,7 jours en juillet. Pour la période 1991-2020, la température moyenne annuelle observée sur la station météorologique de Météo-France la plus proche, sur la commune de Fondettes à 4 km à vol d'oiseau, est de 11,9 °C et le cumul annuel moyen de précipitations est de 725,7 mm,. Pour l'avenir, les paramètres climatiques de la commune estimés pour 2050 selon différents scénarios d'émission de gaz à effet de serre sont consultables sur un site dédié publié par Météo-France en novembre 2022.
| Mois                                  | jan.            | fév.           | mars          | avril         | mai           | juin          | jui.          | août          | sep.          | oct.          | nov.          | déc.           | année      |
| ------------------------------------- | --------------- | -------------- | ------------- | ------------- | ------------- | ------------- | ------------- | ------------- | ------------- | ------------- | ------------- | -------------- | ---------- |
| Température minimale moyenne (°C)     | 2               | 1,8            | 3,4           | 5,3           | 8,8           | 12            | 13,5          | 13,3          | 10,3          | 8,3           | 4,7           | 2,4            | 7,2        |
| Température moyenne (°C)              | 4,9             | 5,5            | 8,2           | 10,7          | 14,4          | 17,8          | 19,7          | 19,6          | 16,2          | 12,7          | 8,1           | 5,3            | 11,9       |
| Température maximale moyenne (°C)     | 7,8             | 9,2            | 12,9          | 16,2          | 19,9          | 23,6          | 25,9          | 25,9          | 22,1          | 17            | 11,5          | 8,3            | 16,7       |
| Record de froid (°C) date du record   | −14,8 07.01.09  | −13,5 12.02.12 | −12 01.03.05  | −4,1 06.04.21 | −1,1 02.05.21 | 2,3 01.06.06  | 5,5 15.07.16  | 4 30.08.1993  | 1 25.09.02    | −3,4 21.10.10 | −9 24.11.1998 | −11,5 19.12.09 | −14,8 2009 |
| Record de chaleur (°C) date du record | 16,1 11.01.1998 | 22,6 27.02.19  | 25,5 31.03.21 | 29,6 30.04.05 | 32,6 27.05.05 | 39,2 29.06.19 | 40,5 25.07.19 | 39,9 10.08.03 | 35,3 14.09.20 | 29,6 02.10.11 | 23,2 07.11.15 | 17,9 07.12.00  | 40,5 2019  |
| Précipitations (mm)                   | 68,2            | 57,9           | 53,8          | 56,6          | 62,4          | 53,3          | 46,7          | 47,1          | 53,4          | 69,9          | 76,1          | 80,3           | 725,7      |

## Urbanisme

### Typologie
Au 1er janvier 2024, Luynes est catégorisée bourg rural, selon la nouvelle grille communale de densité à sept niveaux définie par l'Insee en 2022.
Elle appartient à l'unité urbaine de Tours, une agglomération intra-départementale regroupant 38  communes, dont elle est une commune de la banlieue,,. Par ailleurs la commune fait partie de l'aire d'attraction de Tours, dont elle est une commune de la couronne,. Cette aire, qui regroupe 162 communes, est catégorisée dans les aires de 200 000 à moins de 700 000 habitants,.

### Occupation des sols
L'occupation des sols de la commune, telle qu'elle ressort de la base de données européenne d’occupation biophysique des sols Corine Land Cover (CLC), est marquée par l'importance des territoires agricoles (54,9 % en 2018), une proportion sensiblement équivalente à celle de 1990 (55,2 %). La répartition détaillée en 2018 est la suivante : forêts (34,9 %), terres arables (25,4 %), prairies (17,5 %), zones agricoles hétérogènes (12 %), zones urbanisées (6,4 %), eaux continentales (2 %), milieux à végétation arbustive et/ou herbacée (1,2 %), espaces verts artificialisés, non agricoles (0,7 %). L'évolution de l’occupation des sols de la commune et de ses infrastructures peut être observée sur les différentes représentations cartographiques du territoire : la carte de Cassini (XVIIIe siècle), la carte d'état-major (1820-1866) et les cartes ou photos aériennes de l'IGN pour la période actuelle (1950 à aujourd'hui).

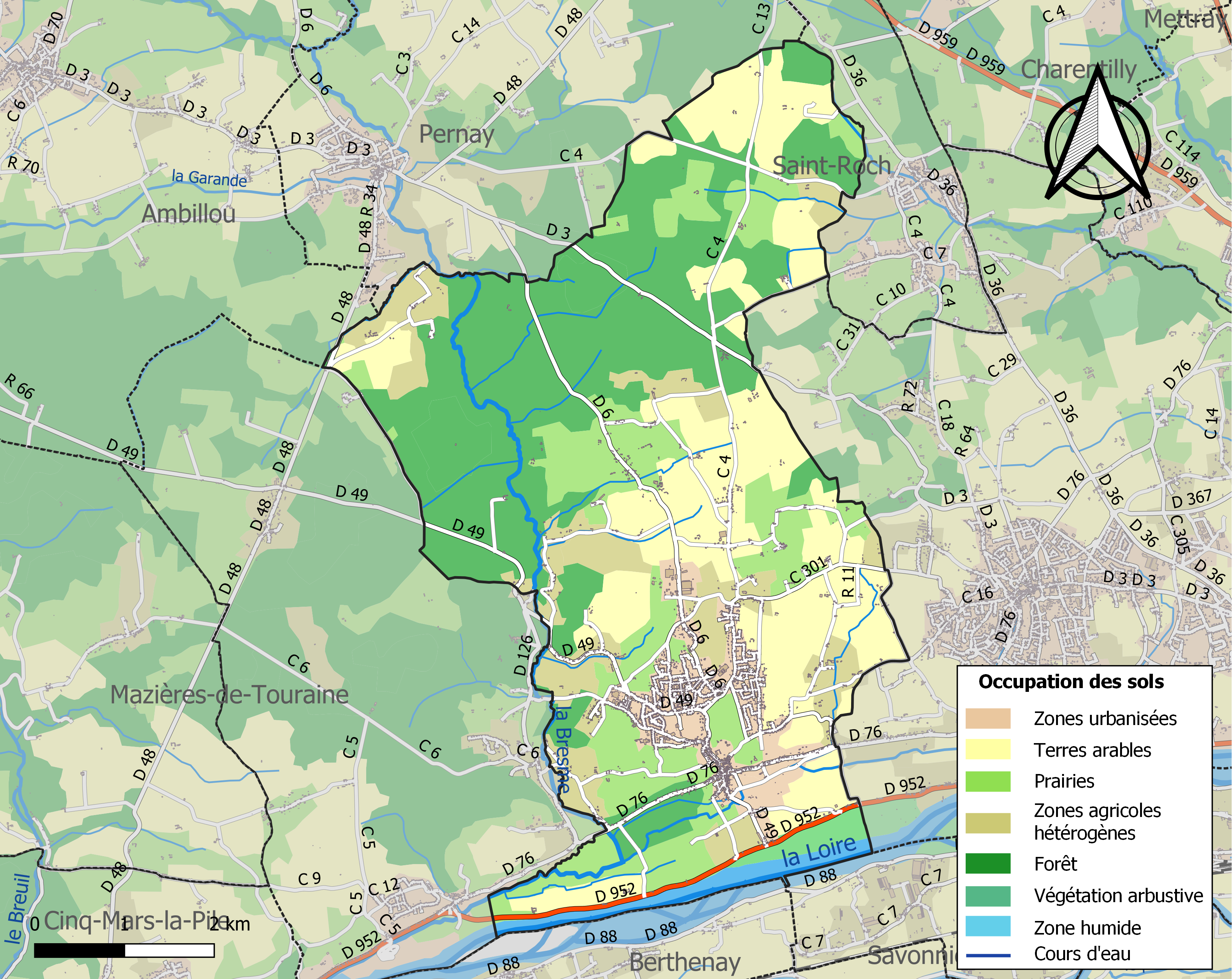
Carte des infrastructures et de l'occupation des sols de la commune en 2018 (CLC).

### Risques majeurs
Le territoire de la commune de Luynes est vulnérable à différents aléas naturels : météorologiques (tempête, orage, neige, grand froid, canicule ou sécheresse), inondations, feux de forêts, mouvements de terrains et séisme (sismicité faible). Un site publié par le BRGM permet d'évaluer simplement et rapidement les risques d'un bien localisé soit par son adresse soit par le numéro de sa parcelle.
Certaines parties du territoire communal sont susceptibles d’être affectées par le risque d’inondation par débordement de cours d'eau, notamment la Bresme et la Loire. La commune fait partie du territoire à risques importants d'inondation (TRI) de Tours, un des 21 TRI qui ont été arrêtés fin 2012 sur le bassin Loire-Bretagne et portés à 22 lors de l'actualisation de 2018. Des cartes des surfaces inondables ont été établies pour trois scénarios : fréquent (crue de temps de retour de 10 ans à 30 ans), moyen (temps de retour de 100 ans à 300 ans) et extrême (temps de retour de l'ordre de 1 000 ans, qui met en défaut tout système de protection),. La commune a été reconnue en état de catastrophe naturelle au titre des dommages causés par les inondations et coulées de boue survenues en 1983 et 1999,.
Pour anticiper une remontée des risques de feux de forêt et de végétation vers le nord de la France en lien avec le dérèglement climatique, les services de l’État en région Centre-Val de Loire (DREAL, DRAAF, DDT) avec les SDIS ont réalisé en 2021 un atlas régional du risque de feux de forêt, permettant d’améliorer la connaissance sur les massifs les plus exposés. La commune, étant pour partie dans le massif de Bourgueil, est classée au niveau de risque 1, sur une échelle qui en comporte quatre (1 étant le niveau maximal).

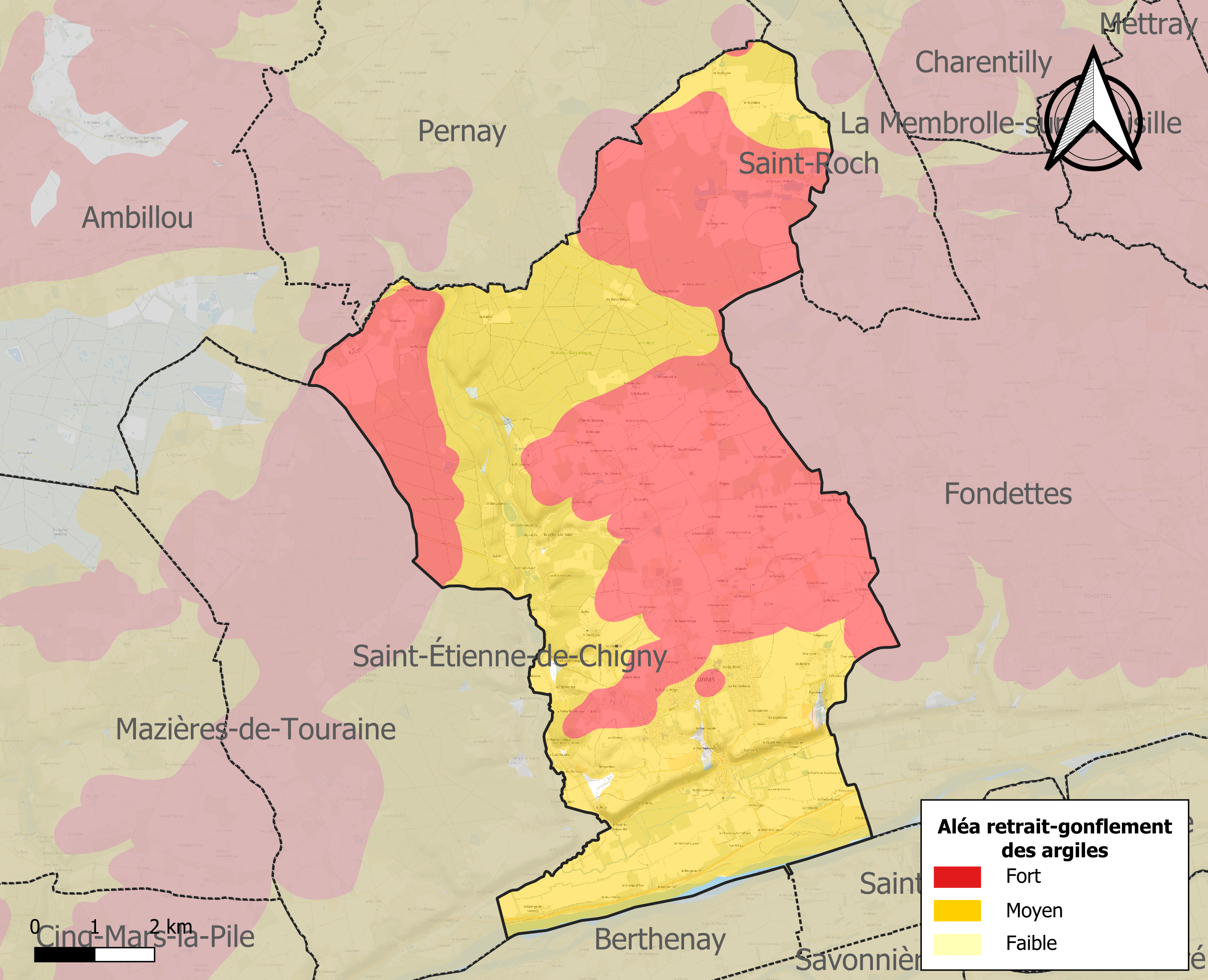
Carte des zones d'aléa retrait-gonflement des sols argileux de Luynes.

La commune est vulnérable au risque de mouvements de terrains constitué principalement du retrait-gonflement des sols argileux. Cet aléa est susceptible d'engendrer des dommages importants aux bâtiments en cas d’alternance de périodes de sécheresse et de pluie. 99,1 % de la superficie communale est en aléa moyen ou fort (90,2 % au niveau départemental et 48,5 % au niveau national). Sur les 1 892 bâtiments dénombrés sur la commune en 2019, 1839 sont en aléa moyen ou fort, soit 97 %, à comparer aux 91 % au niveau départemental et 54 % au niveau national. Une cartographie de l'exposition du territoire national au retrait gonflement des sols argileux est disponible sur le site du BRGM,.
Concernant les mouvements de terrains, la commune a été reconnue en état de catastrophe naturelle au titre des dommages causés par la sécheresse en 1990, 1992, 1993, 1996, 1997, 2005, 2011 et 2019 et par des mouvements de terrain en 1999 et 2001.

## Toponymie
Au haut Moyen Âge, le village s'appelait Maillé. Maillé prit le nom de Luynes au XVIIe siècle.
Le premier texte citant le nom du hameau serait issu du testament de l'évêque Perpet de Tours en 475, document religieux d'époque mérovingienne rédigé en langue latine et qui mentionne le site d'Indre-et-Loire sous la forme Malleium ou sous celle de presbyterum de Malleio. Toutefois, l'historien Charles Lelong a démontré de manière irréfutable que le testament de Perpert de Tours se révèle être une contrefaçon littéraire (ou apocryphe) réalisée au XVIIe siècle par Jérôme Vignier, un prêtre de l'oratoire. En raison de ces faits matériels, les termes Malleium et presbyterum de Malleio ne peuvent être considérés comme recevables. Un siècle plus tard, avec Grégoire de Tours, c'est Malliagense. La charte fondant la paroisse Sainte-Geneviève (961) dit Malliace. Puis l'on trouve Malliacensis, Malliaci, Malleum, Malleacum, Malle, Malleyus, Mailé et Maillé, au fil des époques.

## Histoire
L'emplacement du prieuré Saint-Venant aurait été occupé dès l'époque gallo-romaine (IIIe siècle ou IVe siècle) nommé Malliacum. Un aqueduc est encore visible sur le territoire de la commune. Puis d’une seigneurie sous le nom de Maillé, devenue baronnie, érigée en comté en 1572, puis enfin créée en duché-pairie sous le nom de Luynes en 1619.

### Maillé

Blason de la Famille de Maillé.

La paroisse est démembrée au VIIIe siècle, de celle de Saint-Venant de Luynes pour créer la paroisse de Fondettes.
Toutefois, certains auteurs, tels que l'historien Jean-Mary Couderc, estiment que la paroisse de Fondettes aurait possiblement été séparée de celle de Saint-Venant de Luynes, au tournant des Xe  et  XIe siècle av. J.-C. (vers l'an mil),.
Au Xe siècle, le château appartient à Gelduin de Saumur, premier du nom, seigneur d'Usée et de Pontlevoy, dont le fils Gelduin II fut un des fervents partisans de Eudes II, comte de Touraine. Ayant perdu la ville de Saumur tombée entre les mains de Foulque Nerra, Gelduin II reçut en compensation de son suzerain le château de Chaumont-sur-Loire, et il donna alors à son féal Gosbert la seigneurie de Maillé. Gosbert a été le premier chef de la famille de Maillé.
Les premiers seigneurs de Maillé apparaissent au début du XIe siècle, ils oscillent entre les comtes d'Anjou, et les comtes de Blois[réf. nécessaire].
En 1084, Hardouin II de Maillé, petit-fils de Gosbert, fit bâtir l'église Saint-Venant qu'il donna à l'abbaye de Marmoutier[réf. nécessaire].
Le château de Maillé est assiégé et pris en 1096, par Foulque le Réchin, à la suite de l'excommunication de Hardouin II de Maillé[réf. nécessaire].
Hardouin IX de Maillé, baron de Maillé, vend la seigneurie du Montils-les-Tours (Plessis) à Louis XI contre l'union des seigneuries de Maillé et Rochecorbon et la vicomté de Tours sous la même foi et hommage en 1463[réf. nécessaire].
Françoise, petite-fille de Hardouin IX, porta par mariage la terre de Maillé à Gilles de Laval. Un de ses descendants Jean de Laval, fait ériger Maillé en comté en 1572[réf. nécessaire].
Au cours du XVIe siècle la ville connaît bien des transformations dues aux contextes et au développement de l’artisanat de la soie.

### Luynes
Le duché-pairie de Luynes est érigé en 1619 pour Charles d'Albert, 1er duc de Luynes, à partir du comté de Maillé et de ses dépendances, lui-même constitué à partir de la baronnie de Maillé et de la seigneurie de Rochecorbon[réf. nécessaire].
Sous la Révolution, Luynes devint Roche-sur-Loire, alors que le peuple souhaitait « Belle-Varenne »[réf. nécessaire]. En 1800, avec Napoléon, Luynes reprend son nom.
Le 2 août 1789, la première fête de la Fédération est organisée dans la commune.

## Politique et administration

### Tendances politiques et résultats
| Scrutin             | Scrutin             | 1er tour | 1er tour  | 1er tour | 1er tour | 1er tour  | 1er tour | 1er tour | 1er tour | 1er tour | 1er tour | 1er tour | 1er tour | 2d tour | 2d tour | 2d tour | 2d tour | 2d tour | 2d tour |
| Scrutin             | Scrutin             | 1er      | 1er       | %        | 2e       | 2e        | %        | 3e       | 3e       | %        | 4e       | 4e       | %        | 1er     | 1er     | %       | 2e      | 2e      | %       |
| ------------------- | ------------------- | -------- | --------- | -------- | -------- | --------- | -------- | -------- | -------- | -------- | -------- | -------- | -------- | ------- | ------- | ------- | ------- | ------- | ------- |
| Présidentielle 2017 | Présidentielle 2017 |          | EM        | 26,45    |          | LR        | 23,32    |          | LFI      | 17,26    |          | FN       | 16,43    |         | EM      | 71,55   |         | FN      | 28,45   |
| Présidentielle 2022 | Présidentielle 2022 |          | LREM      | 33,01    |          | RN        | 19,90    |          | LFI      | 18,44    |          | REC      | 6,93     |         | LREM    | 65,25   |         | RN      | 34,75   |
| Législatives 2022   | 5e                  |          | MoDem-Ens | 31,74    |          | PCF-Nupes | 18,72    |          | RN       | 18,72    |          | LR       | 12,82    |         | MoDem   | 62,54   |         | RN      | 37,46   |
| Législatives 2024   | 5e                  |          | RN        | 31,28    |          | MoDem-Ens | 30,01    |          | PCF-NFP  | 24,86    |          | LR       | 11,80    |         | MoDem   | 64,61   |         | RN      | 35,39   |

### Politique environnementale
Dans son palmarès 2016, le Conseil National des Villes et Villages Fleuris de France a attribué deux fleurs à la commune au Concours des villes et villages fleuris.

### Jumelages
- Buntingford (Royaume-Uni)
- Meßstetten (Allemagne) (de) de:Meßstetten
- Olvega (Espagne) (es) es:Olvega

## Population et société

### Démographie
L'évolution du nombre d'habitants est connue à travers les recensements de la population effectués dans la commune depuis 1793. Pour les communes de moins de 10 000 habitants, une enquête de recensement portant sur toute la population est réalisée tous les cinq ans, les populations de référence des années intermédiaires étant quant à elles estimées par interpolation ou extrapolation. Pour la commune, le premier recensement exhaustif entrant dans le cadre du nouveau dispositif a été réalisé en 2004.

En 2022, la commune comptait 5 081 habitants, en évolution de −1,21 % par rapport à 2016 (Indre-et-Loire : +1,67 %, France hors Mayotte : +2,11 %).
| 1793  | 1800  | 1806  | 1821  | 1831  | 1836  | 1841  | 1846  | 1851  |
| ----- | ----- | ----- | ----- | ----- | ----- | ----- | ----- | ----- |
| 2 136 | 2 169 | 2 096 | 2 004 | 2 165 | 2 098 | 2 003 | 2 187 | 2 127 |

| 1856  | 1861  | 1866  | 1872  | 1876  | 1881  | 1886  | 1891  | 1896  |
| ----- | ----- | ----- | ----- | ----- | ----- | ----- | ----- | ----- |
| 2 109 | 2 057 | 2 047 | 1 981 | 1 970 | 1 992 | 2 014 | 1 948 | 1 948 |

| 1901  | 1906  | 1911  | 1921  | 1926  | 1931  | 1936  | 1946  | 1954  |
| ----- | ----- | ----- | ----- | ----- | ----- | ----- | ----- | ----- |
| 1 846 | 1 869 | 1 734 | 1 530 | 1 551 | 1 517 | 1 533 | 1 663 | 1 688 |

| 1962  | 1968  | 1975  | 1982  | 1990  | 1999  | 2004  | 2006  | 2009  |
| ----- | ----- | ----- | ----- | ----- | ----- | ----- | ----- | ----- |
| 1 699 | 1 948 | 2 614 | 3 834 | 4 128 | 4 501 | 4 945 | 5 002 | 5 025 |

| 2014  | 2019  | 2022  | - | - | - | - | - | - |
| ----- | ----- | ----- | - | - | - | - | - | - |
| 5 154 | 5 101 | 5 081 | - | - | - | - | - | - |

### Événements
- La commune de Luynes rassemble chaque année de nombreux visiteurs à son Festival de Théâtre en Val de Luynes, sa Fête de la Saint-Jean, son Festival de Court-métrage et le festival Luynes à l'assaut de l'Amérique.
- 28 septembre 2014 : premier raid du val de Luynes, épreuves d'endurance équestre de 20 à 90 km.

### Enseignement
Luynes se situe dans l'Académie Orléans-Tours (Zone B) et dans la circonscription de Saint-Cyr-sur-Loire. La commune compte plusieurs établissements scolaires :
- L'école maternelle Suzanne-Herbinière-Lebert
- L'école élémentaire Camus
- L'école élémentaire Pasteur
- L'école primaire privée Sainte-Geneviève
- Le collège Lucie-et-Raymond-Aubrac.

Le Pôle Européen des Arts du Cirque est basé sur la commune.

## Culture locale et patrimoine

### Lieux et monuments
- Château de Luynes, du XIIe siècle, situé sur les hauteurs de la ville ;
- Ruines d'un aqueduc romain dont la date de construction ne peut être précisée ainsi que plusieurs vestiges gallo-romains, appartenant à la Liste des monuments historiques de 1862[56] ;
- Manoir de Malitourne ;
- La Mignonnerie, demeure inscrite au titre des monuments historiques par arrêté du 20 décembre 1985[57] ;
- Maison à pans de bois sculptés et halle du XVe siècle ;
- Maisons à colombages du XVIIe siècle, situées dans la rue de l'Aqueduc ;
- Anciens bains publics du XIXe siècle ;
- Église Sainte-Geneviève datant de 1874 érigée sur les plans de Gustave Guérin[58] ;
- Les habitats troglodytiques ;
- La halle du XVe siècle ;
- La grange de l’ancien hôpital ducal (dite grange de l'Hôtel-Dieu) fondé en 1664 ;
- Prieuré de Saint-Venant du VIe siècle ;

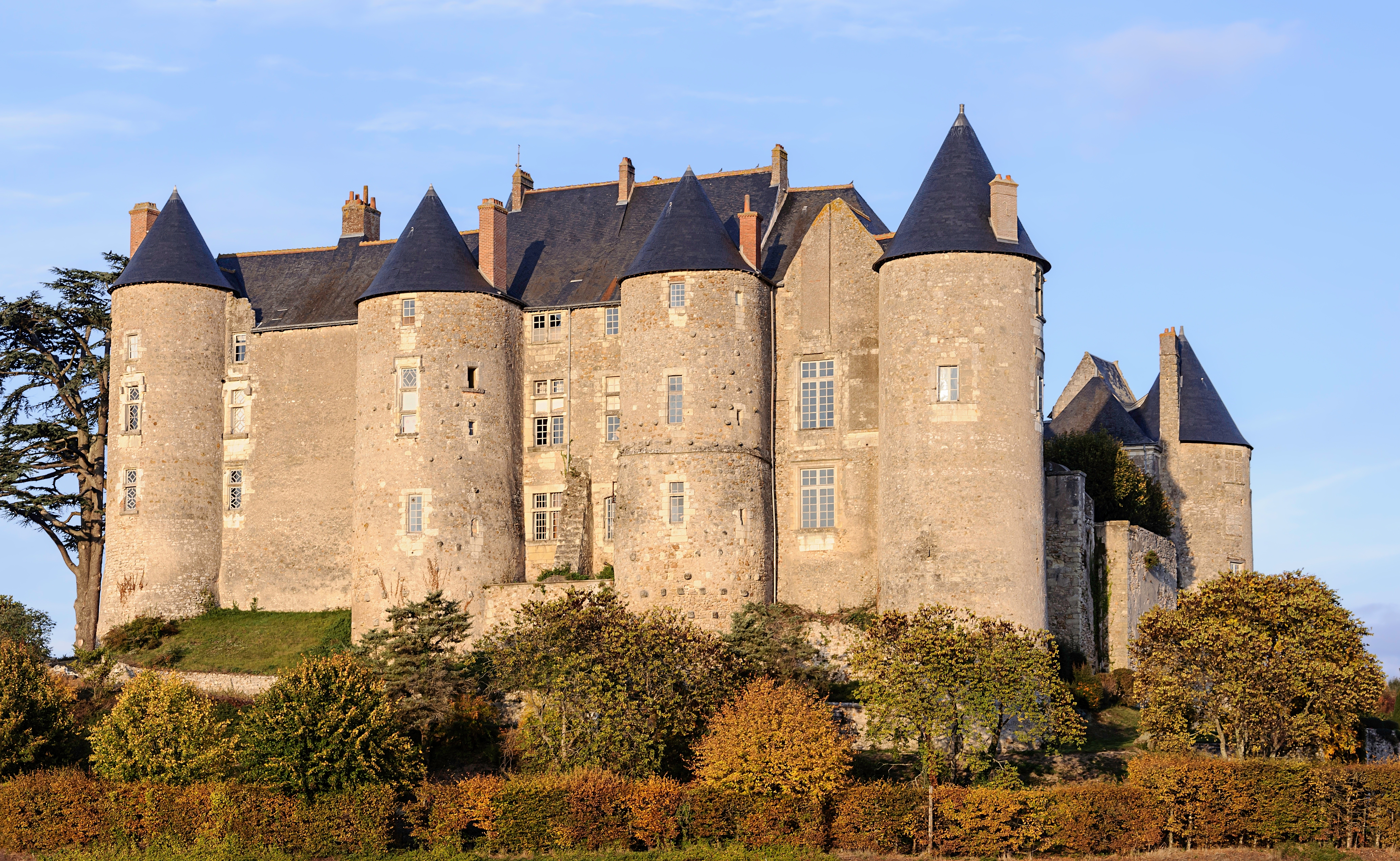
Château de Luynes.
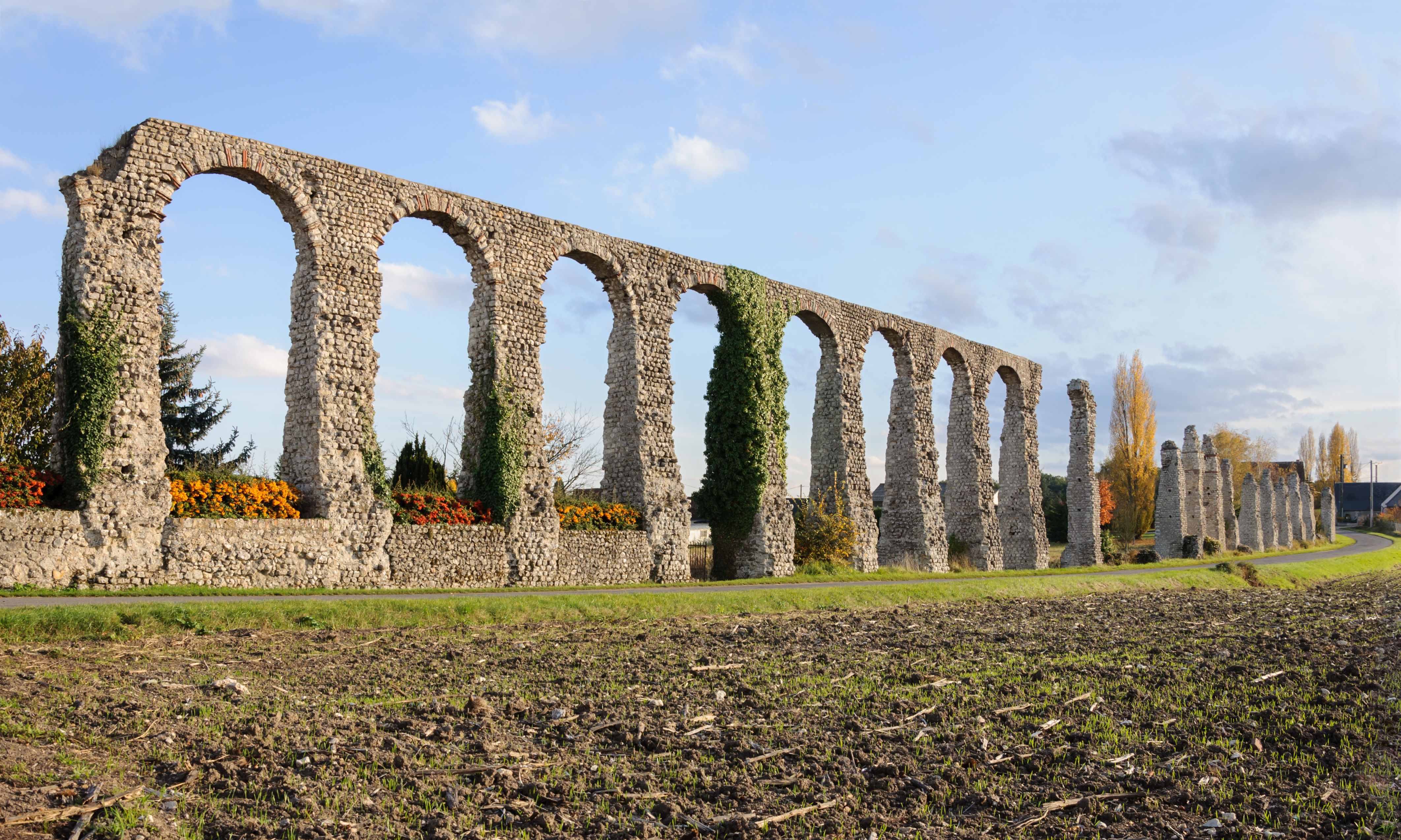
Vestiges de l’aqueduc romain.
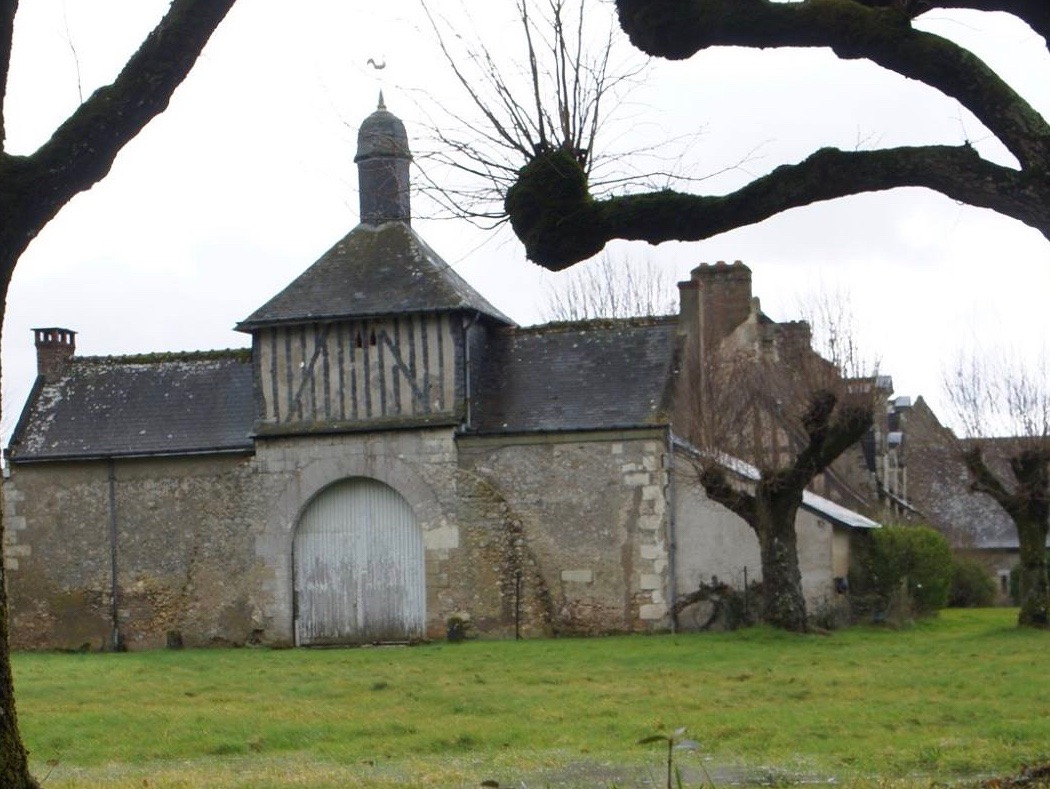
Manoir de Malitourne.
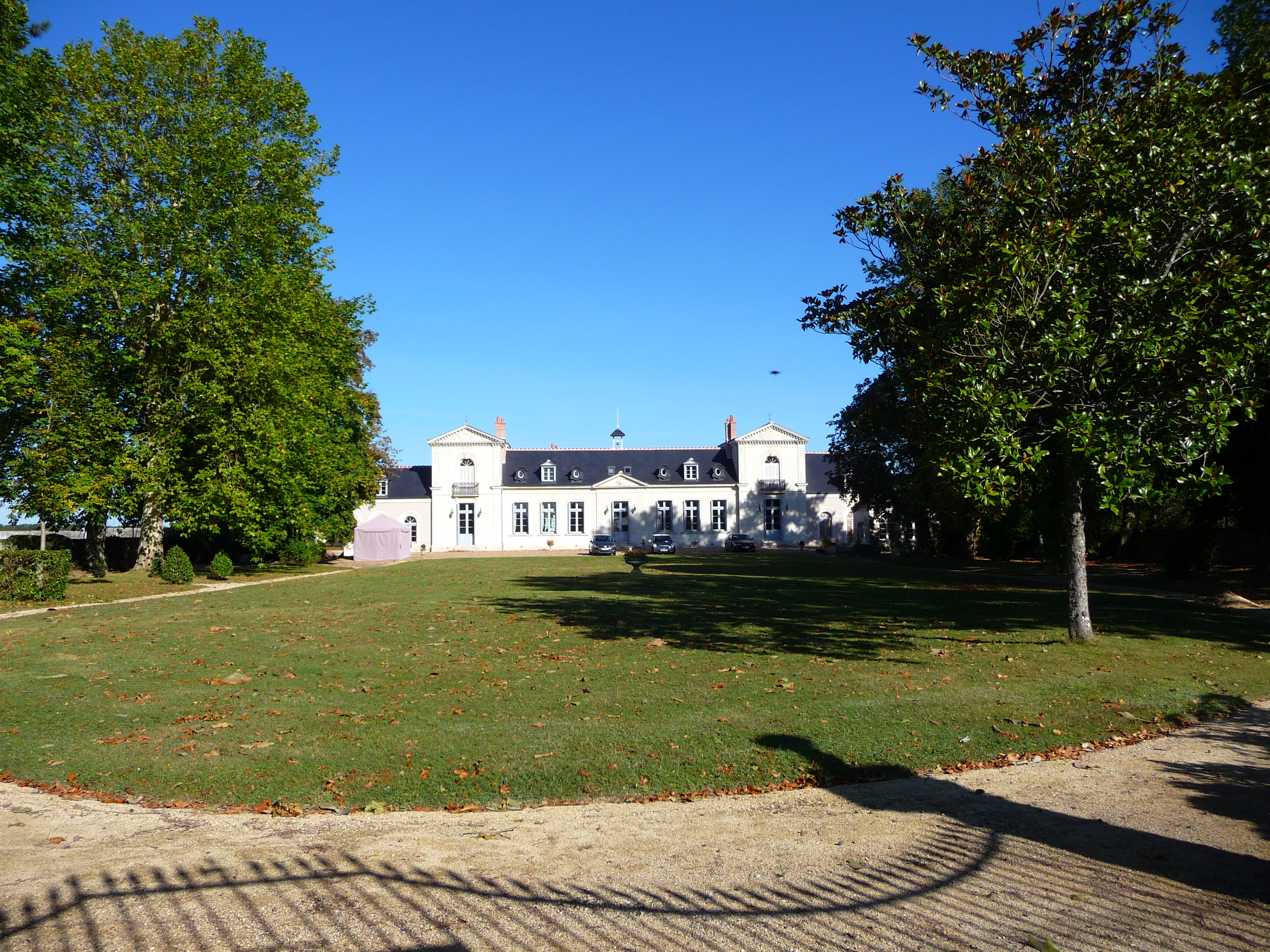
La Mignonnière.
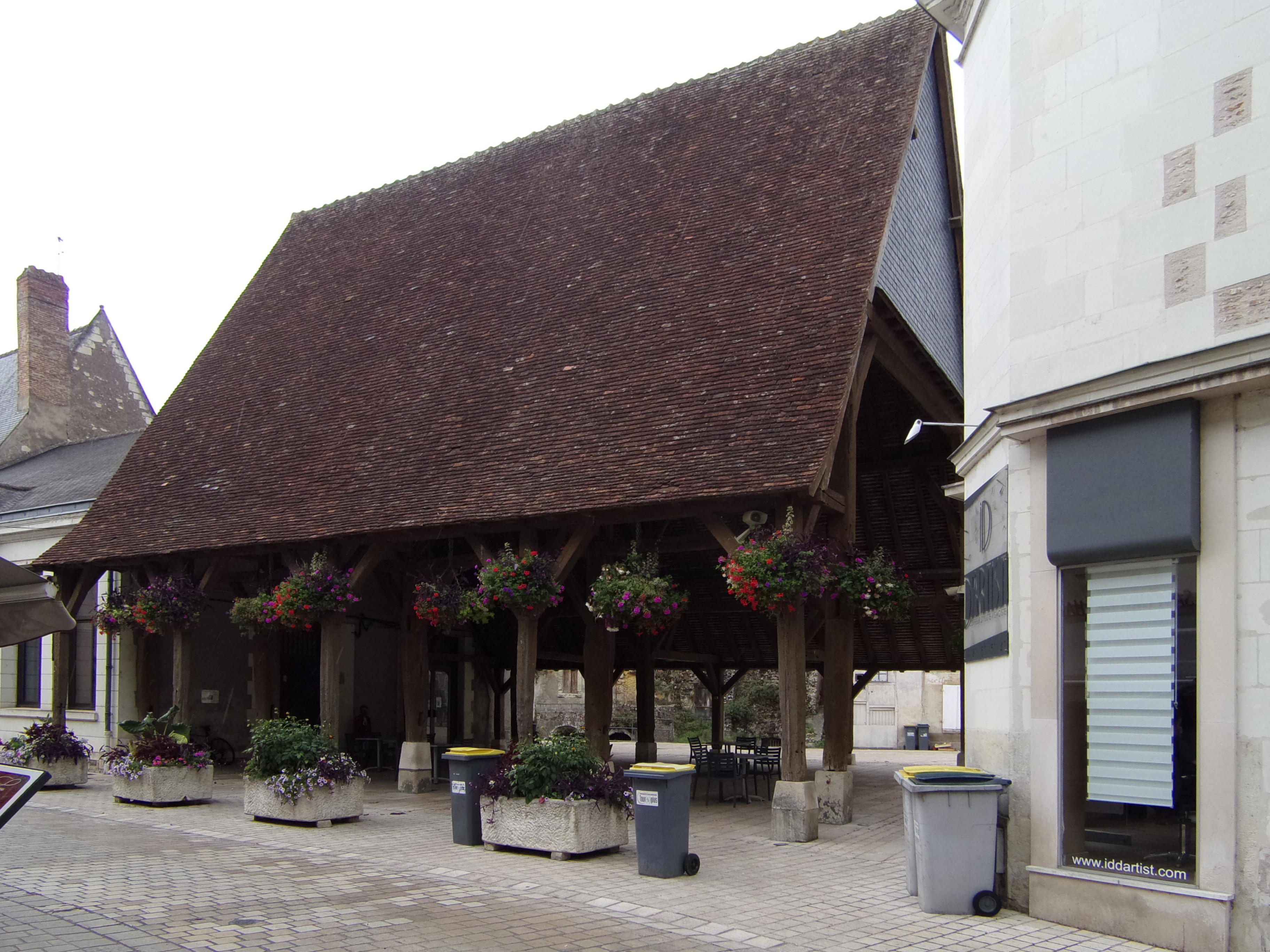
Halle du XVe siècle.

### Patrimoine immatériel
- La confrérie des Rillettes de Touraine (devenues Indication géographique protégée en 2010[59]) a vu le jour en mars 1977 à Luynes sous l'égide du maire de l'époque.
- La commune de Luynes est sur l'aire de production des appellations Touraine (AOC), Crémant de Loire (AOC), et Rosé de Loire (AOC).
- La commune détient deux sociétés anciennes de boule de fort.
- La commune de Luynes est située sur le chemin de pèlerinage de Saint-Martin de Tours.

### Patrimoine naturel
La commune est située dans le périmètre du Val de Loire inscrit au patrimoine mondial de l'Organisation des Nations unies pour l'éducation, la science et la culture (UNESCO),. 
L'Ile de Quinquengrogne constitue une ZNIEFF de Type I, il s'agit d'un secteur de boisements alluviaux, prairies inondables, pelouses sableuses, pelouses mésophiles de Loire à Laîche précoce (Carex praecox), situé dans le lit endigué de la Loire, sur les communes de Luynes et de Fondettes.

## Personnalités liées à la commune
- Charles d'Albert, duc de Luynes
- Charles Philippe d'Albert de Luynes
- Honoré Théodoric d'Albert de Luynes
- Louis Charles d'Albert de Luynes

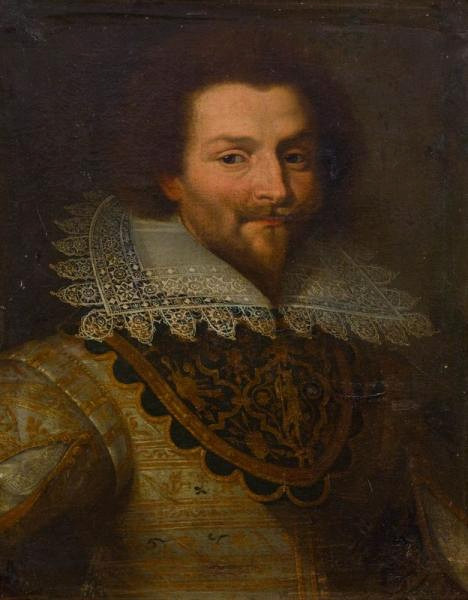
Portrait de Charles d'Albert, duc de Luynes

- Louis-Joseph-Charles-Amable d'Albert de Luynes
- Marie-Charles-Louis d'Albert de Luynes
- Pierre Boille (1914-1995), architecte longtemps domicilié à Luynes où il est décédé.
- Marie Brûlart
- Gaston Chevereau a été instituteur à Luynes.
- Paul-Louis Courier a habité à Luynes pendant quelque temps.
- Guy II de Laval-Loué
- René de Laval-La Faigne
- Augustin de Loynes
- Augustin de Luynes
- Duc de Luynes, voir également Grand Fauconnier de France, Liste des chevaliers de l'ordre du Saint-Esprit, et Fondation Saint-Louis
- Jeanne-Marie de Maillé, religieuse
- Gaston Monmousseau, homme politique
- Jean-Louis Mucchielli, économiste universitaire
- Louis Rimbault (1877-1949), membre de la bande à Bonnot, anarchiste et précurseur du végétalisme et du socialisme utopique
- Saint Solen (ou Solène ou Solenne) évêque de Chartres (483, etc.) décédé en 507 à Maillé.

### Cinématographie
- Le film La Ferme des sept péchés de Jean Devaivre rappelle des heures historiques de la ville

### Héraldique
| Blason | Blasonnement : Les armes de Luynes se blasonnent ainsi : Écartelé : au premier et au quatrième d'or au lion de gueules, au deuxième et au troisième à deux louves ravissantes et affrontées d'argent, sur le tout de gueules à la massue d'or, armée de piquetons d'argent et dressée en pal, au chef du même chargé d'un gonfanon de deux pendants de gueules. Commentaires : Armes de Charles d'Albert, duc de Luynes. |

| Blason | Blasonnement : D'or, à deux louves rampantes et affrontées d'azur. Commentaires : Armes de la ville au XVIIe s. |